# Hotel op stelten (film)
Hotel op stelten is de film van de bekende tv-hond Samson en zijn baasje Gert. De film kwam in maart 2008 uit.

## Geschiedenis
In het najaar van 2007 is deze film van Samson & Gert opgenomen, die vanaf 12 maart 2008 in België in de bioscoop te zien was.
Opmerkelijk is wel dat Samson & Gert een van de weinige Studio 100-producties is die tot dan nog steeds geen film hadden gehad, terwijl Samson & Gert al jarenlang bestonden voordat Studio 100 werd opgericht. Ze waren tot aan het uitkomen van de film alleen te zien geweest op televisie, met 767 afleveringen.

## Verhaal
Samson en Gert zien af van hun geplande vakantie, om het oude hotel van Marlènekes opa te renoveren. Dat moet binnen een week, anders wordt het afgebroken. Ze gaan aan de slag, met de hulp van hun trouwe maar onhandige vrienden. Wat ze echter niet weten, is dat twee boeven ooit hun buit, een diamant, hebben verstopt in een voetbal in het gebouw. Wanneer de twee schurken de gevangenis verlaten, willen ze hun schat ophalen. Samson en Gert vinden de diamant en krijgen vindersloon, dat gebruikt wordt voor de verbouwing.

## Rolverdeling
| Acteur              | Personage             |
| ------------------- | --------------------- |
| Peter Thyssen       | Samson                |
| Gert Verhulst       | Gert                  |
| Koen Crucke         | Alberto Vermicelli    |
| Walter De Donder    | Burgemeester          |
| Walter Van de Velde | Octaaf De Bolle       |
| Walter Baele        | Eugène Van Leemhuyzen |
| Els Duponchelle     | Marlène               |
| Werner De Smedt     | Agent                 |
| Maarten Bosmans     | Agent                 |
| Erwin Deckers       | Agent                 |
| Sven Ornelis        | Agent                 |
| Patrick Onzia       | John                  |
| Dirk Van Vooren     | Ron                   |
| Camilia Blereau     | Dame                  |
| Anke Helsen         | Dame                  |
| Assunta Geens       | Dame                  |
| Rudi Delhem         | Aannemer              |
| Geert Hoste         | Schapenboer           |
| Kurt Van Molle      | Vader                 |
| Ann Van Mechelen    | Moeder                |
| Nick Verhelst       | Kleine Gert           |
| Ellen Van Gelder    | Kleine Marlène        |
| Jan Cleymans        | Lid van fanfare       |
| Moora Vander Veken  | Majorette             |
| Charlotte Jacobs    | Majorette             |
| Marie Rouchet       | Majorette             |

## Comebacks
Speciaal voor deze film heeft Alberto (Koen Crucke) een gedaanteverandering ondergaan en werd hij weer net zo dik als destijds. Ook Octaaf (Walter Van de Velde) is speciaal voor deze film teruggekomen.

## Locaties
De film is opgenomen in het kasteel 'Ter Meeren' in Sterrebeek, dat tot voor de opnames te koop stond en sterk in verval was. Dit kasteel deed ook zijn intrede in de televisieshow Robland van Rob Vanoudenhoven.
Ook het dorp Doel, bij Beveren, deed dienst als decor. Hierbij zijn voornamelijk de pittoreske straten van Doel en de Scheldedijk gebruikt, waar in de film op de achtergrond de molen van Doel is te zien.
Voor één scène van de film werd er opnieuw gefilmd in de Leon Dumortierstraat in Hove waar huisnummer 67, net zoals in de tv-serie en verschillende videoclips, opnieuw dienstdeed als het huis van Samson en Gert.

## Trivia
- De Dalton Sisters spelen een bijrol in de film. Ze zijn te zien tussen de hotelgasten.
- De agenten in de film worden door twee bekende duo's gespeeld: radio-duo Erwin Deckers en Sven Ornelis en acteurs Werner De Smedt en Maarten Bosmans, die ook een politieduo speelden in Flikken.
- Moora Vander Veken speelt een bijrol in de film. Ze is te zien als majorette.
- Bepaalde sites vermeldden verkeerdelijk Danny Verbiest als de vertolker van Samson. Verbiest stopte in 2005 met de rol omwille van verschillende lichamelijke klachten.
- Walter Van de Velde keerde later nog eens terug voor Throwback Thursday in het Sportpladijs en de afscheidsclip van Samson en Gert, ondanks het feit dat hij in interviews deze film zijn afscheid noemde.